# Giovanni Battista Cattaneo
Giovanni Battista Cattaneo, conosciuto anche come Giambattista Cattaneo (... – Genova, 1504), è stato un religioso e astronomo italiano del XVI secolo.

## Biografia
Dopo un'adolescenza mondana e scapestrata, entrò nel convento di Santa Maria di Castello (Genova). La famiglia ricorse a tutti i mezzi per ricondurlo a casa, nel palazzo che, subito a valle della storica basilica collocata sull'antico "castrum", si trova nelle immediate vicinanze della calata (risale probabilmente a quel periodo il possesso da parte dei Cattaneo della Torre degli Embriaci, ultima testimonianza delle centinaia di alte torri e che insieme alle facciate dipinte dei palazzi dovevano offrire una sensazionale immagine della città).
Racconta infatti Matteo Bandello di come Agostino Cattaneo, padre del convertito, accompagnato da due figli, il genero e molti altri, avesse fatto irruzione a mano armata nel convento, e di come tre giovinetti inermi, tra i quali Bandello stesso, fossero stati sopraffatti. Il giovane Cattaneo venne portato a viva forza fuori dal convento, ma vi rientrò presto, vincendo finalmente l'ostilità della famiglia.
Cattaneo profetizzò a Bandello che non sarebbe morto durante il contagio scoppiato di lì a poco e che aveva costretto i frati a rifugiarsi presso una villa ad Albaro: "Non temere, o mio Matteo: L'ora tua non è giunta ancora, spera nel Signore: credi alle mie parole; so quel che dico".
Giambattista Cattaneo, 48 giorni dopo la lotta sostenuta con il padre per rimanere nel convento domenicano, morì di peste.
La sua tomba si trovava nel chiostro di Santa Maria di Castello (Genova).

### Conversione
Nel 1935 Benedetto Croce donò alla Biblioteca Nazionale di Napoli un codice in latino della vita del Religiosissimi Fratris Joannis Baptistae Cattanei Genuensis vitam per Fratrem Matthaeum Bandellum, scritto nel 1504 presso Albaro da Matteo Maria Bandello, frate nel convento dei Domenicani a Genova in Santa Maria di Castello, circa la conversione religiosa di Giambattista Cattaneo.

## Opere
- Giovanni Battista Cattaneo, Tauole nuoue a modo di almanaco, per trouare con il giuoco di tre dadi perpetuamente il far della luna, le feste mobili, ..., Brescia, 1566. Ospitato su BEIC.